# Thuận Yến
Thuận Yến (geboren als Đoàn Hữu Công; * 15. August 1932 im Distrikt Duy Xuyên; † 24. Mai 2014) war ein vietnamesischer Offizier und Komponist (Songwriter).

## Leben
Thuận Yến diente ab 1949 als Kunstoffizier in einer Künstlertruppe des Việt Minh. Später studierte er Komposition an der Musikschule von Hanoi und veröffentlichte erfolgreich erste Kompositionen. Nach dem Ausbruch des Vietnamkrieges trat er in die nordvietnamesische Armee ein und trat mit der Komposition patriotischer Lieder hervor, die er unter dem Pseudonym Thuận Yến veröffentlichte. Nach einem erneuten Kompositionsstudium am Konservatorium von Hanoi trat er in die Van-Cong-Abteilung der Generalabteilung für Wirtschaftsaufbau ein und schrieb Lieder zum Preis der kommunistischen Staatsführung, darunter allein mehr als zwei Dutzend Loblieder auf Hồ Chí Minh. Seine Songs erschienen u. a. bei dem vietnamesischen Labels Saigon Audio und DIHAVINA.
Für sein Liedschaffen wurde Thuận Yến mit dem Ersten Preis des Kulturministeriums (1987), dem Preis für das beste Lied 1992–93 der Stimme Vietnams und dem Preis des Verteidigungsministeriums (1994) ausgezeichnet. 2001 erhielt er den Staatspreis für Literatur und Kunst. Thuận Yến war mit der Zitherspielerin Thanh Hương verheiratet. Ihre Tochter Thanh Lam ist eine prominente Popsängerin Vietnams, ihr Sohn Trí Minh Jazzmusiker und Begründer des Hanoi Sounds Festival.